# 中國政治學會 (中華民國)
中國政治學會（英語：Chinese Association of Political Science，簡稱CAPSTaipei、中政會），是目前中華民國（臺灣）全國最大規模的政治學學術研究學會，具有指標性意義的象徵地位，成立於民國21年（1932年），是當時中國第一個全國性政治學專業團體，後該會因第二次國共內戰遷往台北，並於1953年在台復會，更在1989年正式成為國際政治學會團體會員，目前已有90年以上的歷史。該學會自第28屆起迄，秘書處目前設在國立台灣大學政治學系。現任理事長為國立臺灣大學政治學系主任、臺大勵進青年講座教授黃旻華。

## 學會簡史
中國政治學會（CAPS）於1932年成立。時值日本侵華「九一八事變」之後，政治學界有感於內外局勢艱難，乃有高一涵、劉師舜、楊杏佛、薩孟武、梅思平、田炯錦、程天放、端木愷、雷震、周鯁生、王世、羅隆基、錢端升、蕭公權、陶希聖、浦薛鳳、杭立武等四十五位政治學者發起，於是年9月1日假南京國立中央大學召開成立大會，選舉杭立武教授為第一屆幹事會總幹事（即日後理事會之理事長），並於11月24日向南京市政府社會局立案，成為中華民國第一個全國性政治學專業團體。
該會於1936年7月3日召開了第二屆年會。第二屆年會密集討論了《五五憲草》。另有「外交政策」案則因涉密，不見於會議記錄。1942年11月6日在重慶召開的第三次年會，建議蔣中正領導的國民政府應於抗戰勝利後儘速實施民主憲政，且對聯合國制度設計做出建言與實務貢獻。
該會第三屆理監事最後一次會議於1948年3月8日於南京舉行後，由於第二次國共內戰擴大，導致學會會員離散四方，至1953年5月方由來臺會員集議召開第四屆年會，仍由第三屆理事長王世杰當選連任第八屆理事長，但第四至七屆理事資料已遺失。是年修改章程，開放學生會員參加。
中政會在臺灣恢復召開年會迄今，除了以年會推廣政治學的研究成果和政策討論，復於1970年創辦《政治學報》，迄今已出版多期。《政治學報》傳承該學會早期先進的博雅思學，精進編務。嚴謹編審下刊載之成果，遍及臺灣政治學基礎與前沿議題，使《政治學報》始終保持著中文政治科學最佳期刊之一的地位，並長期收錄於臺灣國科會臺灣社會科學引文索引核心（TSSCI）。該學會另一任務是代表中華民國參與國際政治學會（IPSA）。1989年4月國際政治學會年會在法國巴黎召開。中政會理事長魏鏞、秘書長蔡政文、理事曹俊漢等於IPSA執委會介紹該會情況與參加意願。經IPSA執委會審議通過，中政會正式成為IPSA團體會員（collective member），此後中政會皆派遣正式代表出席IPSA執委會履行權利義務迄今。

## 學會組織及展望
中國政治學會每年召開會員大會一次，每兩年改選理監事，設理事15人、監事5人，並由理監事選舉理事長。另由理事長經理監事會議通過後任命秘書長及財務長各一人。
該會近期工作目標，依照其章程與近期會議決議，包括：
1. 擴大會員參與。
2. 設立政治學各次學門研究小組，依各小組召開專業學術研討工作坊。
3. 深化國際參與，確保國際政治學會之會籍。
4. 促進與社會科學其他學門專業學會良性互動，推動科際整合，共同追求具本土特色的社會科學典範。

## 國際參與
1989年國際政治學會員年會在法國巴黎召開，經IPSA執委會審議通過，該會正式成為其團體會員（collective member）。
2016年IPSA年會於波蘭波茲南（Poznań）舉行，執委會提出「學術自由聲明」（Statement of Academic Freedom）議案。中國政治學會將聲明草案提交二十八屆理監事會第三次會議審議，獲得通過，並向執委會提供中文譯件。

## 會員
分為一般會員、學生會員、名譽會員，及團體會員。

## 歷任理事長
- 1-10屆：杭立武（一、二屆：國立中央大學政治系）、王世（三、四屆：國立武漢大學法律系）、五至七屆紀錄佚失、杭立武（八、九、十屆：東海大學政治系）。
- 11-20屆：連戰（十一屆：國立臺灣大學政治系）、朱建民（十二、十三屆：國立政治大學外交系）、雷飛龍（十四屆：國立政治大學公共行政系）、魏鏞（十五、十六屆：國立臺灣大學政治系）、包宗和（十七屆：國立臺灣大學政治系）、黃德福（十八屆：國立政治大學政治系）、袁頌西（十九屆：國立臺灣大學政治系）、何思因（二十屆：國立政治大學政治系）。
- 21-30屆：明居正（二十一屆：國立臺灣大學政治系）、朱雲漢（二十二屆：國立臺灣大學政治系）、王業立（二十三屆：東海大學政治系）、周育仁（二十四屆：國立臺北大學公共行政暨政策系）、趙永茂（二十五屆：國立臺灣大學政治系）、傅恆德（二十六屆：東海大學政治系）、高永光（二十七屆：國立政治大學國家發展研究所）、吳玉山（二十八屆：中央研究院政治學研究所）、陳欣之（二十九屆：國立成功大學政治系）、徐斯勤（三十屆：國立臺灣大學政治系）。
- 31-40屆：朱景鵬（三十一屆：國立東華大學公共行政系）、黃旻華（三十二屆：國立臺灣大學政治系）。

## 學術刊物
學會目前發行之刊物為《政治學報》。《政治學報》創刊於1971年9月，刊載國內外政治科學學者的研究成果，文章主題包括政治思想與哲學、比較政治、國際關係、公共行政與政治學研究方法等主要領域，並收錄於科技部臺灣社會科學引文索引核心(TSSCI)期刊。《政治學報》每年6月及12月出版，迄今已出版至第六十五期。

## 歷屆年會
- 2004年：「台灣2004年總統大選後的政治走向」學術研討會，於9月18日至19日在台南市假國立成功大學舉行。
- 2005年：「多元社會、和解政治與共識民主」學術研討會，於10月1日至2日在台北市假中央研究院舉行。
- 2006年：「憲政、民主與人權」學術研討會，於9月16日至17日在台北市假國立政治大學舉行。
- 2007年：「制度、治理與秩序」學術研討會，於11月17日至18日在台北市假國立政治大學舉行。
- 2008年：「2008：變局與挑戰」學術研討會，於9月27日至28日在嘉義縣假國立中正大學舉行。
- 2009年：「金融海嘯下的全球化、民主化與民主治理」學術研討會，於11月6日至7日在台北縣假國立臺北大學公共事務學院舉行。
- 2010年：「能知的公民？民主的理想與實際」學術研討會，於11月6日至7日在高雄市假國立中山大學舉行。
- 2011年：「百年民國－自由民主與兩岸和平之際遇」學術研討會，於10月15日至16日在台中市假東海大學舉行。
- 2012年：「劇變中的危機與轉機：全球治理的發展與困境」學術研討會，於11月17日至18日在台北市假東吳大學舉行。
- 2013年：「全球政經局勢的變與不變：國家vs社會/環境vs 發展/分配vs正義」國際學術研討會，於11月16日至17日在台中市假國立中興大學舉行。
- 2014年：「國際政經劇變與民主治理挑戰」國際學術研討會，於11月8日至9日在台北市假國立政治大學舉行。
- 2015年：「東西方文明衝突下的政經多樣性與政經發展」國際學術研討會，於10月3日至4日在台北市假中國文化大學舉行。
- 2016年：「新政局下的內外挑戰與政經治理：區域發展、分配正義、族群政治」國際學術研討會，於11月25日至26日在花蓮縣假國立東華大學舉行。
- 2017年：「危機中的自由主義國際秩序：對思想脈動、政權輪替、區域整合、公共治理及族群政治的影響」國際學術研討會，於10月13日至14日在台北市假中央研究院舉行。
- 2018年：「智慧國家的崛起：科技對安全、治理與發展的衝擊與契機」學術研討會，於10月20日至21日在台北市假國立臺灣大學社會科學院舉行。
- 2019年：「民粹主義的挑戰：民粹主義對民主、全球治理與國際安全的衝擊與契機」國際學術研討會，於10月26日至27日在台南市假國立成功大學社會科學院舉行。
- 2020年：「新媒體時代下的解構與重構：公共治理、民主政治與國際安全」國際學術研討會，於10月31日至11月1日在台北市假世新大學管理學院舉行。
- 2021年：「板塊挪移下的新世局：全球疫情、科技革命、強權爭霸國際學術研討會」，於11月6日至7日在台北市假國立臺灣大學社會科學院舉行。
- 2022年：「全球政經脫鉤趨勢下的公共治理、國際關係與風險分散策略」，於10月28日至29日在假花蓮縣國立東華大學管理學院舉行。
- 2023年：「新常態、新政局、新冷戰時代下之民主治理與轉型」，於10月21日至22日在新北市假國立臺北大學公共事務學院舉行。
- 2024年：「地緣政治加劇下的戰略風險、科技對抗、危機管理、政經脫鉤與再結盟」，於10月26日至27日在台北市假國立臺灣大學社會科學院舉行。
- 2025年：「川普新政與美中臺新變局」，於10月25日至26日在台中市假東海大學茂榜廳舉行。

## 外部連結
- 中國政治學會官網（页面存档备份，存于）